# Frankfurter Küche

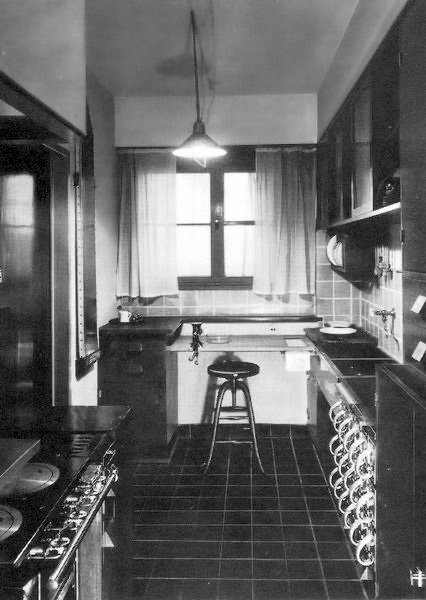
Frankfurter Küche von 1926

Die Frankfurter Küche wurde 1926 im Rahmen des Projekts Neues Frankfurt von Ernst May initiiert und von der Wiener Architektin Margarete Schütte-Lihotzky ausgearbeitet. Sie gilt als der Urtyp der modernen Einbauküche.
Die Frankfurter Küche sollte so praktisch wie ein industrieller Arbeitsplatz gestaltet sein: Alle wichtigen Dinge sollten mit einem Handgriff erreichbar sein und mit einer Vielzahl von Gerätschaften die Arbeitsgänge verkürzt werden. Um die Möglichkeit der schnellen Erreichbarkeit zu erfüllen, war die Küche sehr kompakt gehalten, was den Erfordernissen des breit angelegten Wohnungsbaus entgegenkam. Gleichzeitig stand die Frankfurter Küche für einen hohen Designanspruch.

## Vorgeschichte
Mittels Vorträgen versuchten die Küchenspezialisten Otto und Anni Haarer die Vorzüge moderner Küchen zu vermitteln und für ihre „Wirtschaftliche Küche“ zu werben:

„Wir haben uns nun der Aufgabe unterzogen, die Arbeit in der Küche so zu gestalten, dass es der Hausfrau möglich ist, nach den gleichen Gesichtspunkten zu arbeiten, wie der Kaufmann in seinem modern eingerichteten Büro, der Ingenieur in seinem mit allen neuzeitlichen Hilfsmitteln ausgestatteten Betrieb“

Um 1925 wurde Ernst May auf die beiden aufmerksam und gewann sie für sein Siedlungsprojekt. Er konnte insbesondere mit dem Auftragsvolumen von 10–20.000 Küchen locken und übertrug die Betreuung seiner Mitarbeiterin Margarethe Schütte-Lihotzky. Im Herbst 1926 lieferte der Hersteller Haarer bereits die ersten Küchen nach Frankfurt.
Die Grundlage der Frankfurter Küche war der Taylorismus, dessen Ziel die Optimierung von Arbeitsabläufen ist. Christine Frederick übertrug dieses System bereits 1912 auf die Arbeitsabläufe in der häuslichen Umgebung, insbesondere der Küche und veröffentlichte sie ein Jahr später auch als Buch.
Mittels Stoppuhr wurden alle auszuführenden Handgriffe gemessen und die Dauer eines Arbeitsganges bestimmt und optimiert.

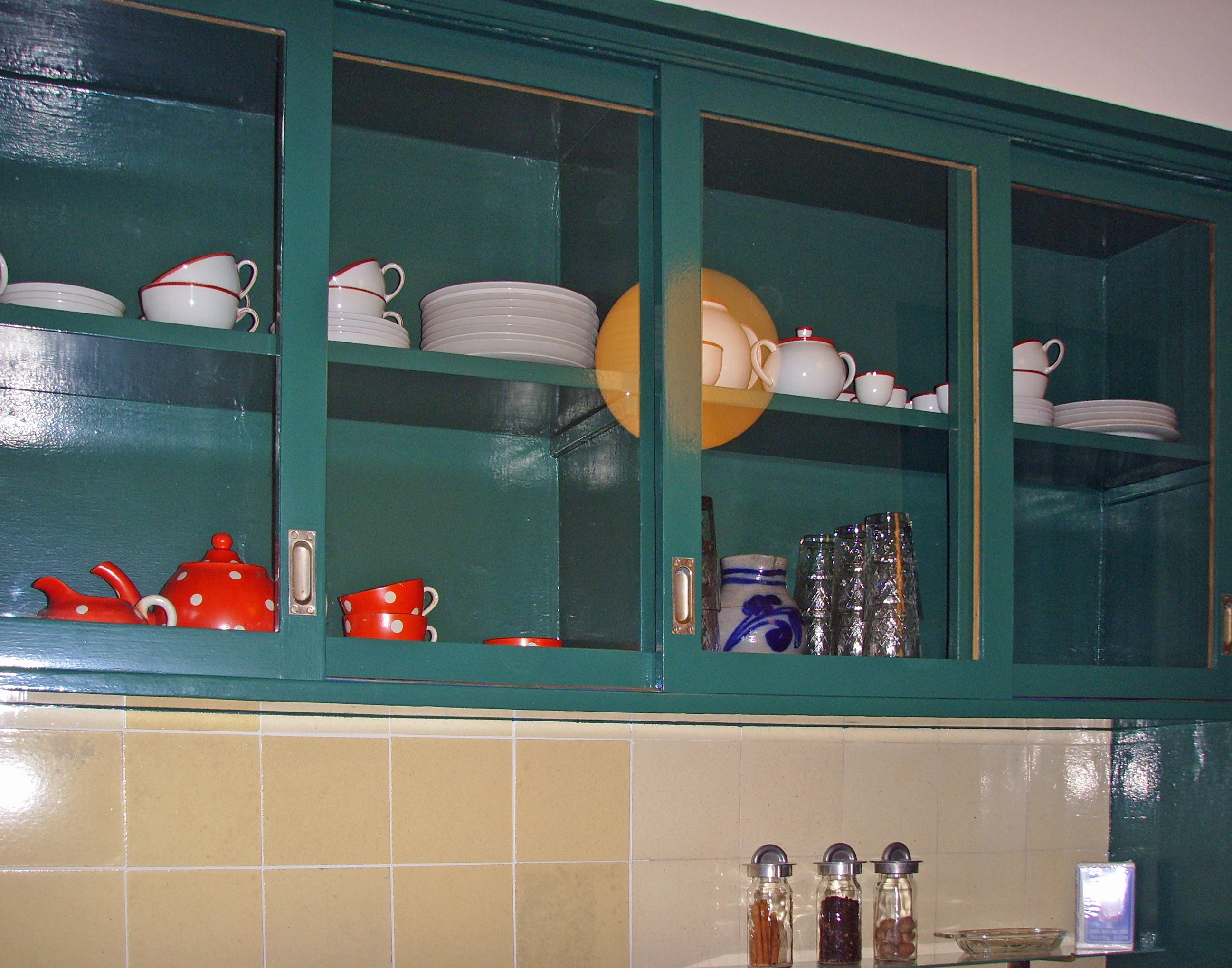
Hängeschränke mit Schiebetüren (Ernst-May-Haus)

Es war Margarete Schütte-Lihotzky, die als Architektin diesen Gedanken der Arbeitsoptimierung in der Zeitschrift Das neue Frankfurt nach außen kommunizierte:

„Das Problem, die Arbeit der Hausfrau rationeller zu gestalten, ist fast für alle Schichten der Bevölkerung von gleicher Wichtigkeit. Sowohl die Frauen des Mittelstandes, die vielfach ohne irgendwelche Hilfe im Haus wirtschaften, als auch Frauen des Arbeiterstandes, die häufig noch anderer Berufsarbeit nachgehen müssen, sind so überlastet, daß ihre Überarbeitung auf die Dauer nicht ohne Folgen für die gesamte Volksgesundheit bleiben kann.“

Später schrieb sie, dass sie durch das Einküchenhaus für ihr neues Konzept motiviert wurde: „Da die Rationalisierung des Großhaushaltes noch schwierig zu sein scheint, konzentrieren wir uns auf die Mechanisierung der Einzelküche.“
Die Küche ist konsequent als Arbeitsplatz für eine Person konzipiert, eine in größeren Haushalten durchaus noch übliche Hilfskraft (Hausmädchen) wurde in der Grundversion der Küche explizit ausgeschlossen.

## Gestaltung

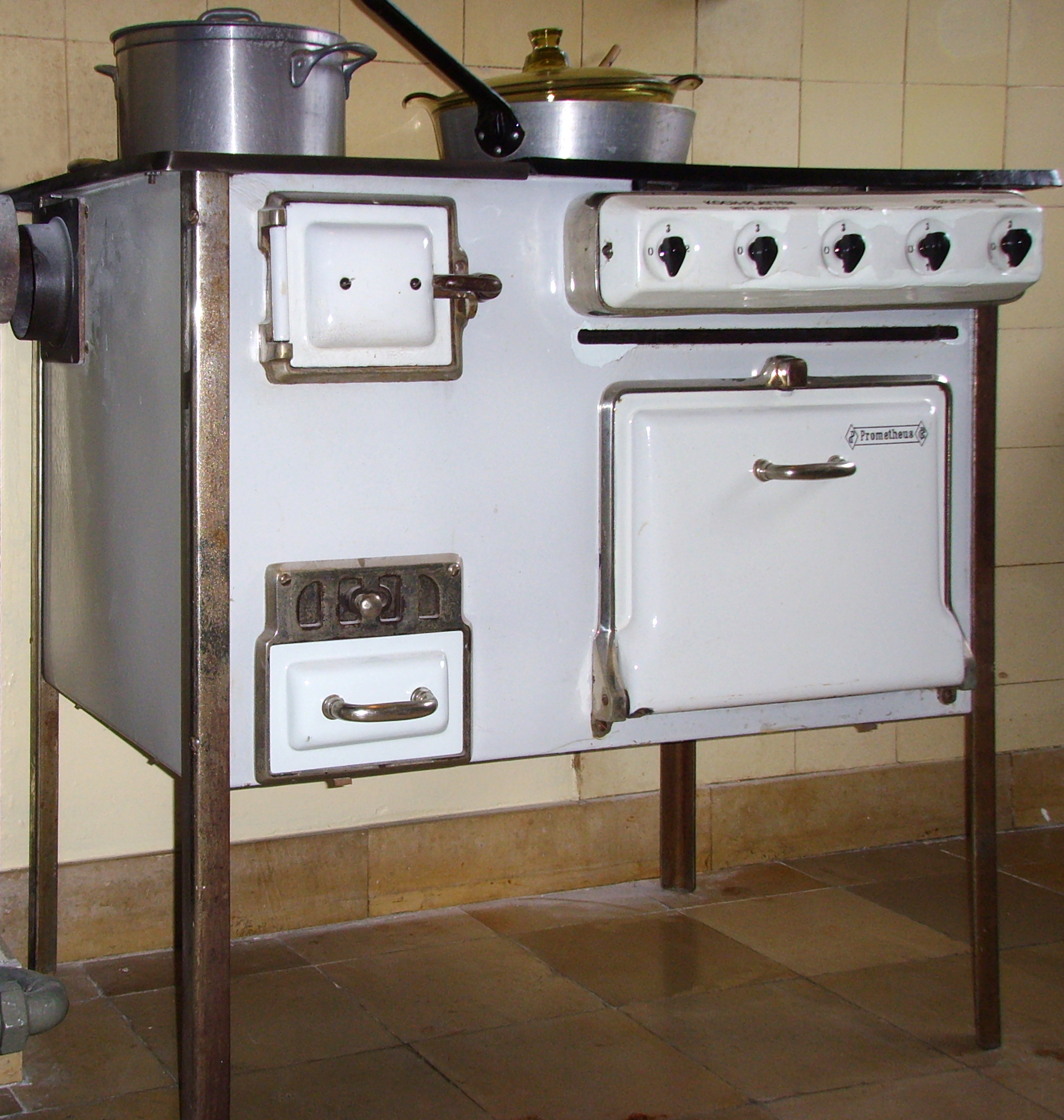
Kombinierter Elektro-Kohleherd von Prometheus: drei Elektroplatten und ein Backofen mit Ober- und Unterhitze (rechts) sowie einer Kohlenschublade mit darüberliegender Wärmeschublade und -platte (links)

Bis in die 1920er Jahre waren Einzelmöbel in Küchen üblich, welche die Bewohner in die im Zweifelsfall unpassende Küche hätten mitnehmen müssen. Mitunter gab es sogar Wohnungen ohne Küchen, oder Wohnküchen. Schon damals war eine Küche eine teure Anschaffung, so dass man sich durch die Bereitstellung Vorteile für den Bewohner versprach.
Die Küchen waren für ganze Gebäude einheitliche Maßanfertigungen. Es sollte die gesamte Funktionalität einer „großen“ Küche auf minimalem Raum (Typ 1: 1,9 m × 3,4 m) konzentriert werden, ohne dabei die Effizienz der Raumminimierung unterzuordnen. Die einzelnen Arbeitszentren waren so angeordnet, dass unnötige Bewegungen und Handgriffe vermieden wurden.
Die Küche war formal einfach gestaltet. Holzteile waren an den Fronten blaugrün gestrichen. Darüber hinaus wurden insbesondere von den großen Versionen (Typ 2 und 3) auch Küchen in anderen Farben realisiert.
Die waagerechten Arbeitsflächen bestanden aus einem Holzkorpus, mit einseitiger (oben) Linoleumbeschichtung und Abschlussleiste vorne.
Die Arbeitsplatte vor dem Fenster war in vielfacher Hinsicht besonders: Zum einen war sie aus Naturholz, zum anderen war sie so niedrig montiert, dass man sitzend an ihr arbeiten konnte. Zur schnellen Beseitigung von Abfällen aus dem Arbeitsbereich fand sich rechts in der Platte eine rechteckige Aussparung mit einer darunter montierten, überdimensional langen, emaillierten Schütte als „Zwischenabfall“. Die freie Vorderkante ohne Leiste ermöglichte das Befestigen von Küchengeräten (Mayonnaisenbereiter, Dosenöffner, Passiergerät etc.). Durch die Position dieses Sonderarbeitsbereichs rechtwinklig neben der Spüle konnten sowohl die Geräte als auch die Platte unverzüglich gesäubert werden, ohne dass etwas zu Boden fiel.
Zum Spülen wurde das Geschirr rechts neben dem Doppelbecken abgestellt. Im rechten Becken wurde das Geschirr eingeweicht, von Schmutz befreit und dann im linken Becken klargespült. Flaches Geschirr (Teller, Deckel, Brettchen) konnten dann links in den entsprechenden Ständer über dem Abtropfbecken zum Trocknen gestellt werden. Töpfe und andere sperrige Gegenstände wurden direkt auf dem Abtropfbecken gelagert. Das Abtrocknen sollte vollständig durch ein Abtropfen ersetzt werden.

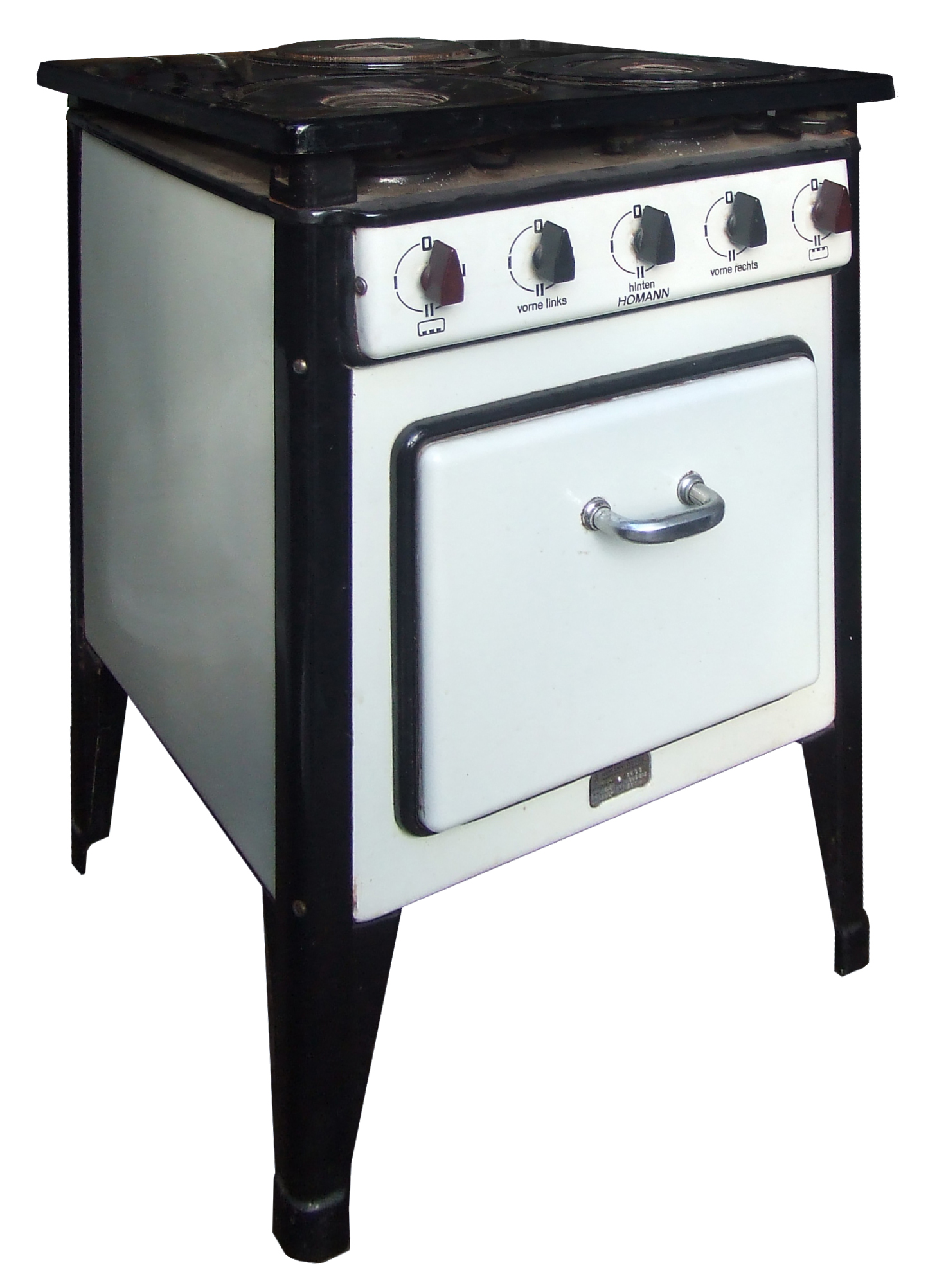
Elektroherd aus einer Frankfurter Küche: drei Elektroplatten und ein Backofen mit Ober- und Unterhitze

Küchengeräte im eigentlichen Sinne waren in der Frankfurter Küche nicht integriert. Es wurde vielmehr ein Arbeitsraum geschaffen, in den nach Geschmack und vor allem nach Geldbeutel Geräte aufgestellt und benutzt werden konnten. Der Elektroherd wurde vom Unternehmen Prometheus aus Frankfurt (nicht zu verwechseln mit anderen Unternehmen ähnlicher Firma) geliefert. Nachdem sich viele Hausfrauen über die hohen Kosten des Elektrokochens beschwert hatten, wurden auch ein kombinierter Kohle- und Elektroherd (siehe Abbildung) und eine Kochkiste von Prometheus angeboten. Vereinzelt kamen auch andere Fabrikate zum Einsatz.
Auf die gerade aufkommenden Eisschränke bzw. auf den Platz dafür wurde bewusst verzichtet.
Zur Kostenreduktion wurde die Standardvariante der Frankfurter Küche als Modulsystem konzipiert, das in großer Auflage in Fabriken hergestellt werden konnte und von den Tischlern nur noch eingebaut werden musste. Die Kosten der Küche wurden auf die Miete aufgeschlagen. Somit beeinflusste die Frankfurter Küche nicht nur durch ihr Design die heutige Einbauküche, sondern auch durch die Standardisierung der Module und die Möglichkeit der industriellen Fertigung.
Unterschiede bestehen zur heutigen Einbauküche hinsichtlich der Materialien: In der Frankfurter Küche wurden verschiedene Hölzer und Metalle eingesetzt; auf damals schon bekannten Ersatzstoffe und Imitate wurde verzichtet. Die heutige Einbauküche wird meistens aus Spanplatten oder MDF gefertigt und mit lackierten oder laminierten Blendoberflächen versehen.

### Varianten
Die Frankfurter Küche wurde in zwei Versionen produziert: einer kleinen und einer großen. Des Weiteren sind Abweichungen in der Farbgebung bekannt, einerseits aufgrund von Produktionsschwankungen (trotz angeblicher Betreuung durch die Designerin), andererseits vermutlich auf Wunsch, so dass es etwa auch orange und graue Exemplare gegeben hat. Erhaltene Möbelstücke weisen eine Verfärbung ins Grüne und ein Dunkeln auf. In Eigenregie fertigten die Bewohner über dem Schrank mit den Schiebetüren Schränke, so dass hier eine Individualisierung stattfand.
Während der Produktion gab es einige Veränderungen in der Standardküche. Das separate Möbel mit den 18 charakteristischen Schütten wurde zugunsten von 12 Schütten in dem hohen Schrank aufgegeben. Eine Ursache könnte eine Kritik der R.F.G. gewesen sein. Dort wurde bemängelt, dass 12 statt 18 Schütten genügten und dass diese bisher aufgrund der Höhe zu leicht für Kleinkinder zugänglich seien. Küchen in öffentlichen Einrichtungen und Villen wurden hingegen, wenn auch unter Verwendung einiger Standardteile, stets individuell gefertigt.
Eine weitere Änderung betrifft die Schütten selbst, die in zwei Versionen existieren. Die erste trägt die Markierung „Haarer Frankfurt A.M“ und hat eingeschlagene Bezeichnungen der Befüllung, die zweite die Markierung „Haarer Hanau A.M“ und aufgenietete Schildchen in einer Mulde. Ob Letztere auch an der Küche oder nur danach produziert wurden, ist unbelegt. Anders als die Küche selbst sind sie noch gelegentlich in Internetauktionen anzutreffen.

## Fertigung
In großem Stil zum Einsatz kam die Frankfurter Küche im Rahmen des hochgesteckten Frankfurter Wohnungsbauprogramms, das zwischen 1926 und 1932 unter der Leitung von Ernst May eine Vielzahl von Siedlungen schuf (Neues Frankfurt). Da sie einerseits Arbeitsersparnis brachte und anderseits durch das geringere Bauvolumen die Baukosten gesenkt werden konnten, musste in dieser Zeit jede neue Gemeindewohnung mit einer solchen Küche ausgestattet werden – insgesamt etwa 10.000 der 15.000 May-Wohnungen in Frankfurt am Main, aber auch eine geringe Anzahl von Privatküchen in Eigenheimen. Die Herstellungskosten pro Küche betrugen zu Beginn ca. 500 Mark. Dank der hohen Stückzahlen und der Fließbandarbeit in den beauftragten Holzwerkstätten betrugen die Stückkosten in der Großsiedlung Westhausen lediglich noch 238,50 Mark, allerdings handelte es sich nur noch um eine vereinfachte Sparausführung.

## Bedeutung

### Bezeichnung
Der Name „Frankfurter Küche“ wurde gewählt, um den Entwurf und das Produkt gegenüber Erzeugnissen aus anderen Städten abzugrenzen. Wenngleich es Varianten und Weiterentwicklungen gab, entschied man sich bewusst für den Singular, stellvertretend für eine gestalterische Haltung, welche alle Küchen aus Frankfurt teilen. Auch der auch damals berühmte Frankfurter Schrank, ein Möbel aus der Barockzeit, ist im Singular gehalten.

### Zeitgenössische Resonanz

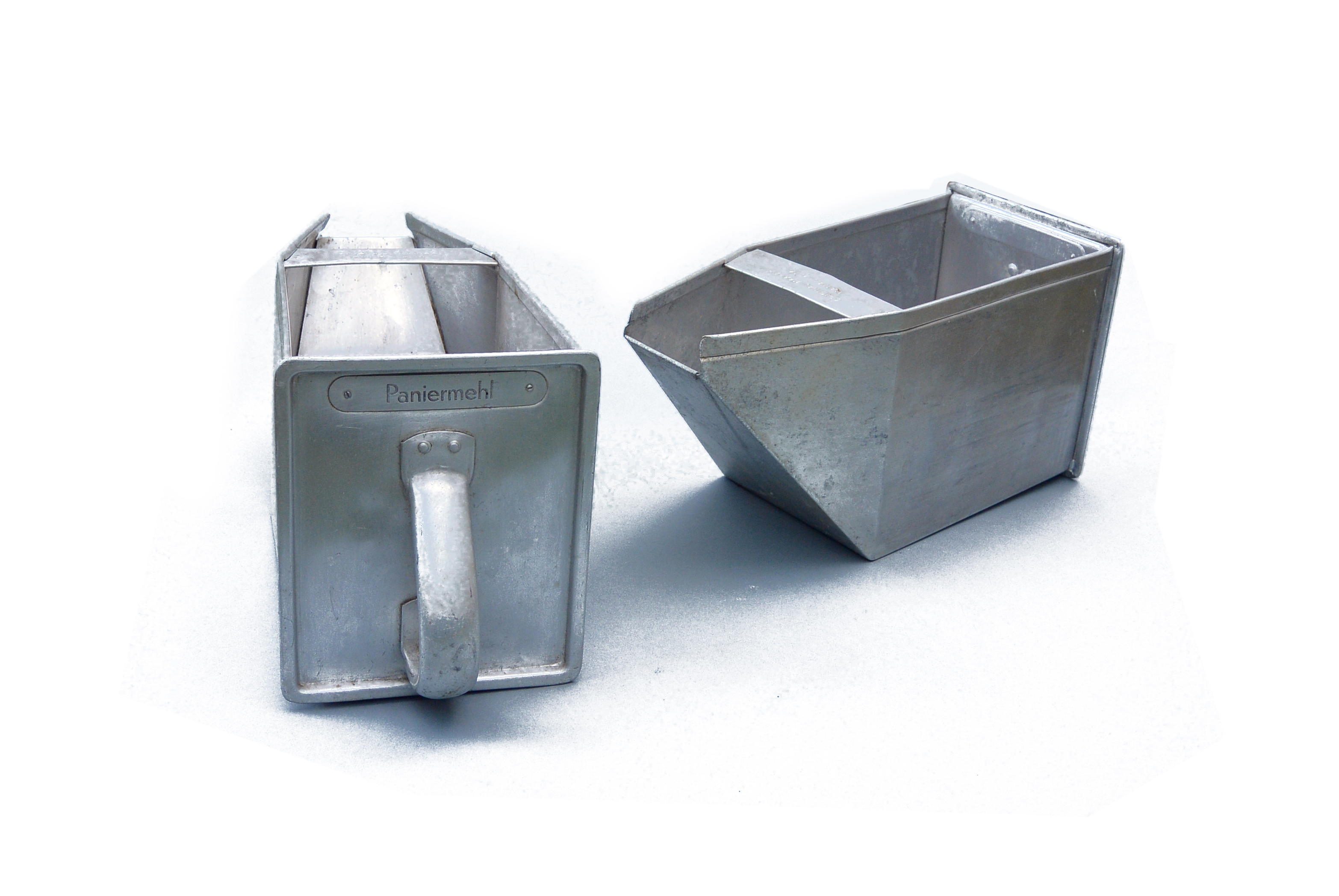
Aluminiumschütten
(Hersteller: Gebrüder Haarer, Frankfurt und Hanau)

Trotz der avantgardistischen Ästhetik und des Vorteils der Arbeitsersparnis stieß die Innovation nicht immer auf ein positives Echo. Nach der Einführung des Modells stellte die Reichsforschungsgesellschaft für Wirtschaftlichkeit im Bau- und Wohnungswesen (RFG) bei einigen Haushalten deutliche Anstrengungen fest, auf den bisherigen Lebensgewohnheiten zu beharren (Anbringen weiterer Möbelstücke in der Küche, Essen in der Küche, Kochen im Wohnzimmer usw.). Tatsächlich erforderte die Frankfurter Küche beträchtliche Umstellungen in der Wohnkultur der unmittelbar Betroffenen, die bei ihrer Konzeption keinerlei Mitsprache gehabt hatten. Die Ämter der Frankfurter Stadtverwaltung waren um die Akzeptanz der Frankfurter Küche sehr bemüht. Dazu wurden Hausfrauenabende organisiert. Technische Probleme, wie z. B. der akute Platzmangel bei aufgeklappten Schranktüren oder das Eindringen der Feuchtigkeit in die Lebensmittel (die Aluminiumschütten waren nach oben nicht verschlossen), konnten zwar im Laufe der Jahre behoben werden. Die Frankfurter Küche wurde jedoch von vielen als zu wenig flexibel empfunden. Die RFG bemängelte das Konzept der Aluminiumschütten, die wenig gebraucht wurden und eigentlich nie für ihre ursprünglich vorgesehene Funktion. Die Küche war nicht für die Anwesenheit von Kindern konzipiert; von Hausfrauen wurde die Kritik geäußert, die Aluminiumschütten seien zu tief platziert und für den Nachwuchs zu leicht erreichbar. Die Möglichkeit der Familien, gegebenenfalls eigene Verhaltensformen zu entwickeln und zu behalten, gehörte tatsächlich nicht unbedingt zum Konzept, wobei Schütte-Lihotzky gerade eine Aufwertung der Frauenarbeit zu bewirken versucht hatte.

### Resonanz nach dem Ende des Projekts
Ernst Neufert bildete die Küche in seiner Bauentwurfslehre von 1936 ab, verwies jedoch auch auf einige kleinere Schwachstellen. Trotzdem waren Küchengrundrisse im sozialen Wohnungsbau nach 1945 meist kleiner als im Neuen Frankfurt. Eingesetzt wurden nun bevorzugt Spanplattenmöbel, die mit Resopaloberflächen versehen wurden; mitunter kam auch das repräsentative Küchenbuffet wieder in Mode. Einzig die von Otto Haarer entworfenen Schütten wurden noch in größeren Stückzahlen eingesetzt. Die Frankfurter Küche blieb als Ideal in Fachkreisen bekannt – nur eine Architekturzeitschrift berichtete 1957 darüber.
Mit der historischen Aufarbeitung ab 1976 wuchs wieder das Interesse an der Frankfurter Küche: 1976 berichtete eine Historikerzeitschrift über die Bedeutung der Küche. Es folgten einige weitere, so dass die Küche etwa 10 Jahre als Klassiker des Küchendesigns anerkannt wurde. 1989 wurde der österreichischen Architektin Margarete Schütte-Lihotzky deswegen der IKEA-Preis der IKEA-Foundation verliehen. Neben einigen privaten Neubauten der Küche ist das bekannteste Exemplar die Frankfurter Küche im MAK Wien, welche 1990 entstand. Ein österreichisches Unternehmen fertigte um die Jahrtausendwende die Buchenholzgriffe der Frankfurter Küche neu.
Das Konzept wurde vom Feminismus der 1970er bis 1980er Jahre negativ gewürdigt: Da der Raum nur für eine Person gedacht war, hieß es, die Frankfurter Küche habe die Hausfrau in einen engen Raum schier eingesperrt und somit zu ihrer Isolation beigetragen.
Einige zeitgenössische Nachfolgemodelle sind die Modulor-Küche von Le Corbusier, die Münchner Küche als Kompromiss zur Wohnküche, die Schwedenküche und die Schweizer Einbauküche. Auch in der Sowjetunion flossen die Errungenschaften der Frankfurter Küche in eigene Entwicklungen ein.

## Frankfurter Küche heute

### Museale Erhaltung

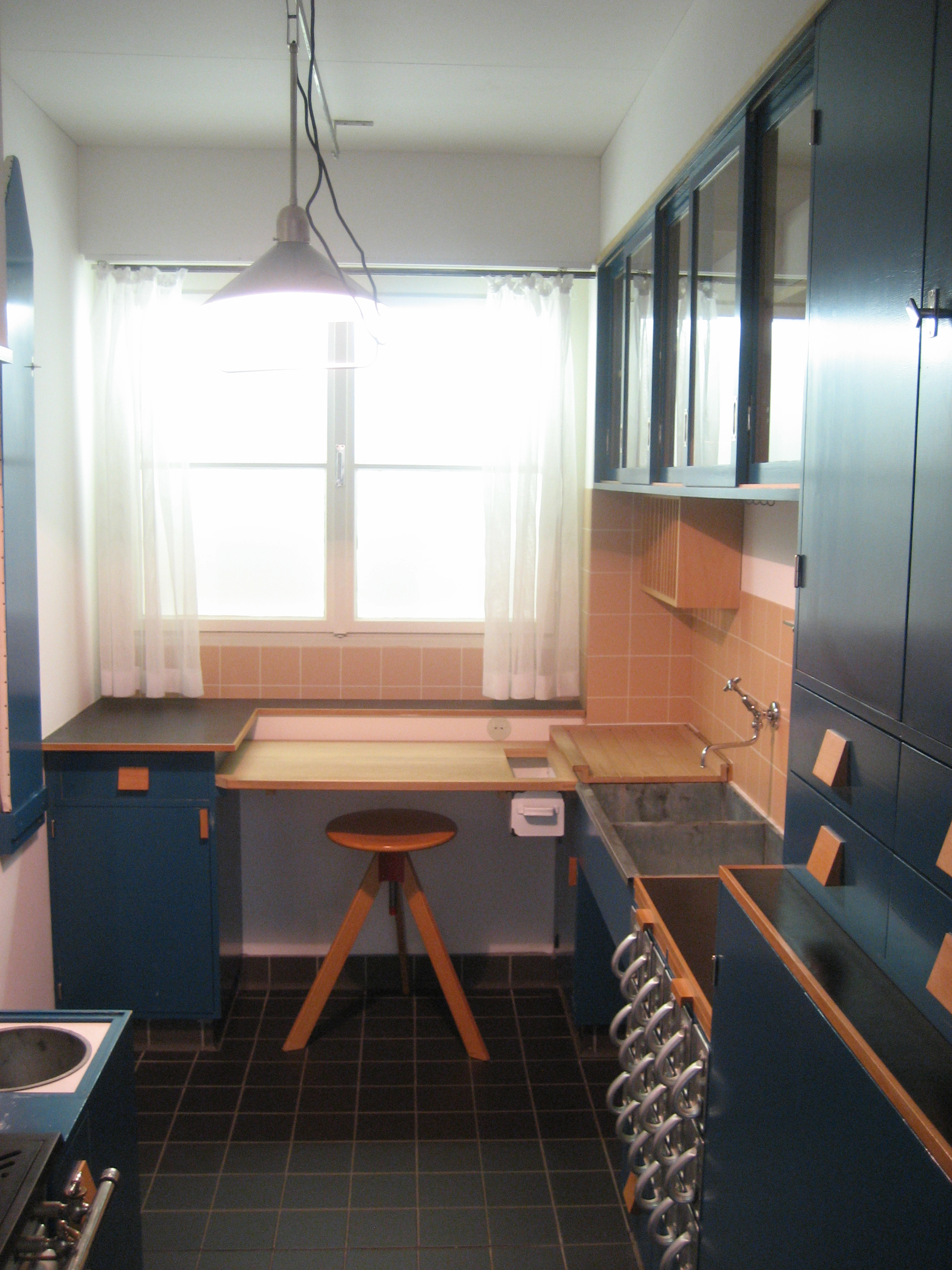
Frankfurter Küche, MAK, Wien (Rekonstruktion 1990),
1. Anordnung der Schütten

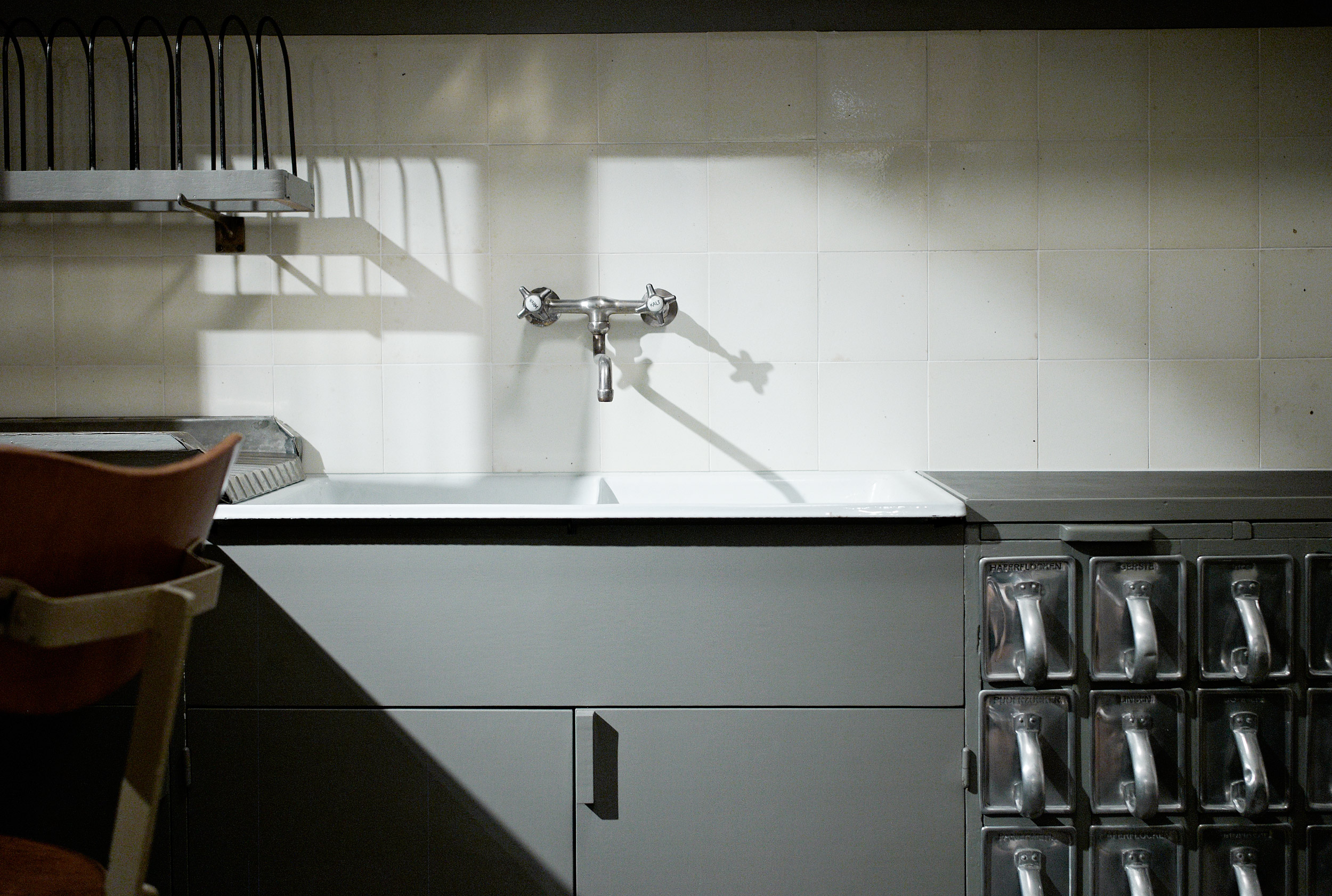
Frankfurter Küche im Museum of Modern Art, New York

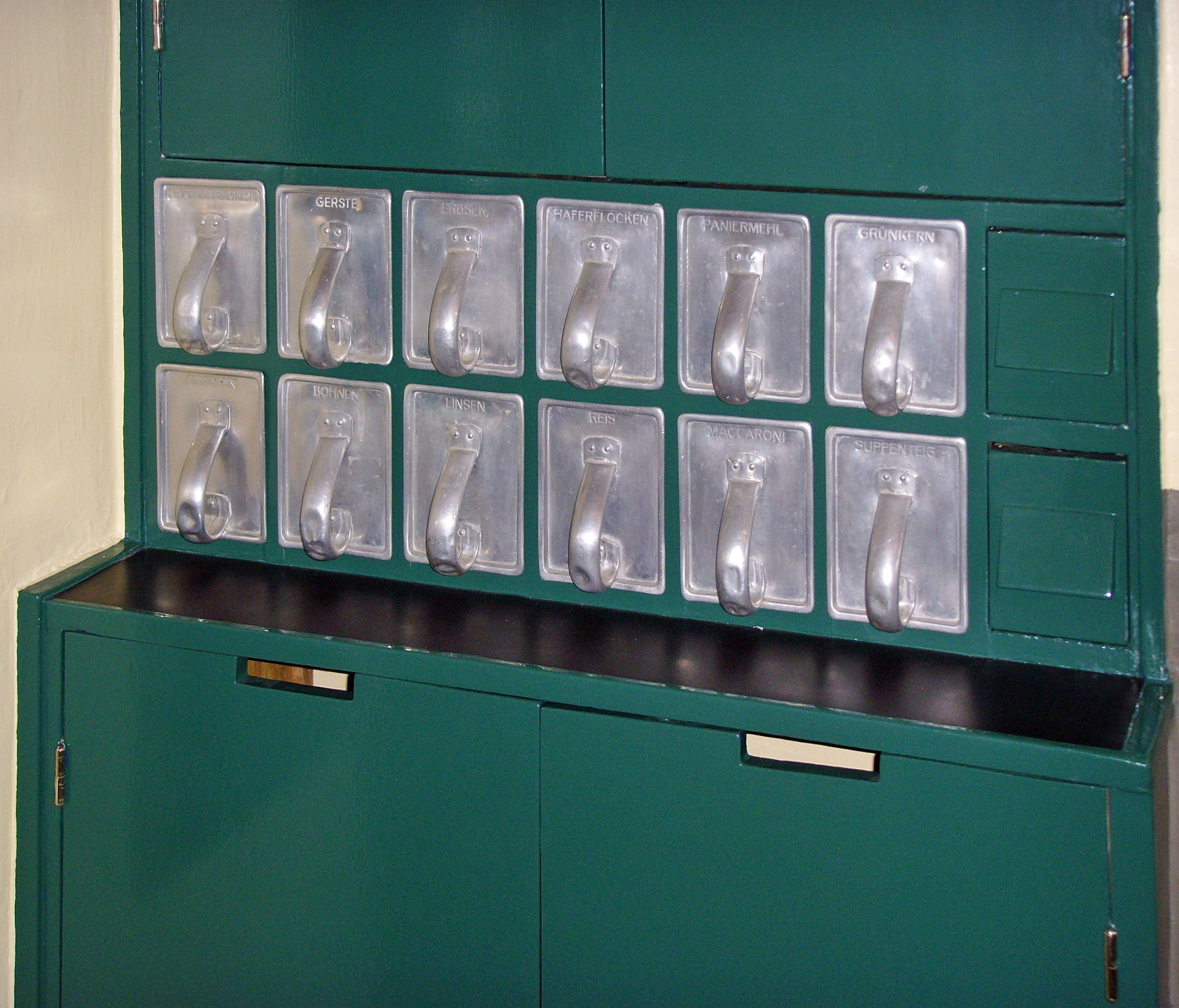
2. Anordnung der Aluminium-Schütten im Küchenschrank (Ernst-May-Haus)

Bis in die 1980er Jahre gelangten viele Frankfurter Küchen auf den Sperrmüll, meist aus Unkenntnis oder nach Auszug der Erstbewohner. Auch eine zweite Verwendung etwa als Kellermöbel kam nicht in Frage, da die Küchen über keine Rückwände und teilweise auch über keine Seitenwände verfügten.
Folglich sind nur sehr wenige Küchen teilweise oder gar vollständig erhalten. Das Interesse an der Frankfurter Küche und an avantgardistischen Designobjekten im Allgemeinen führte zum sorgfältigen Ausbau einiger verbliebener Exemplare, die in Museen, Sammlungen oder auf den Auktionsmarkt wanderten. Mitunter wird versucht, alte Küchenmöbel, die manchmal ebenfalls über die Haarer Schütten verfügen, als angebliche Teile einer alten Frankfurter Küche zu verkaufen.
Eine weitestgehend vollständige Frankfurter Küche wurde bei einer Auktion (Quittenbaum, in München) im Jahr 2005 für 22.680 Euro ersteigert, eine weitere für 34.200 Euro. Die Höchstpreise gelten offenbar nur für die blaue Standardküche. Ein abweichendes Modell von 1930 für eine Nervenklinik, das etwa nicht den charakteristischen Hängeschrank besitzt, erreichte 2009 nur einen Betrag von 11.000 Euro. Auch abweichende Teile erreichen keine Höchstpreise: Ein kurzer Hängeschrank mit drei farblosen Schiebetüren, der nicht zur Standardküche gehört, erreichte 2010 einen Betrag von 1000 Euro und verfehlte den Schätzpreis von 1600 Euro. Seitdem wurde bis auf die häufig angebotenen Schütten keine Küche oder ihre Teile mehr auf einer Auktion angeboten (Stand 2014); hingegen ist zu beobachten, wie in Kleinanzeigen und in Festpreis-Internetauktionen versucht wird, Küchen oder sogar Einzelmöbel für bis zu fünfstellige Beträge zu verkaufen. Ob diese Beträge auch erreicht werden bzw. es überhaupt zu einem Verkauf der Küchen kommt, ist offen.
Die Schütten selbst finden sich in zahlreichen Möbeln wieder, beispielsweise im Haus Schminke, die zwar aus der Zeit (oder ein wenig später) sind und deren Originalschütten enthalten, aber als Möbel kein Bestandteil einer Frankfurter Küche waren. Das ist darauf zurückzuführen, dass Haarer die Schütten nach Abschluss des Projektes in Eigenregie weiter anbot. Es handelt sich ausschließlich um Möbel mit der zweiten Version der Schütten mit den aufgenieteten Schildchen. Sie tauchen daher relativ häufig auf dem Auktionsmarkt auf. 2010 wurde ein Element mit sechs großen Schütten für 380 Euro versteigert, ein weiteres mit zehn Schütten im selben Jahr für 1000 Euro und eines mit neun großen für 1200 Euro.
Die einzige öffentlich zugängliche Küche im ursprünglichen Raum befindet sich im Ernst-May-Haus, Im Burgfeld 136, Frankfurt-Römerstadt. In diesem zweigeschossigen Reihenhaus ist ein Dokumentations- und Veranstaltungsort für Architekturinteressierte entstanden.
Weitere Küchen sind in folgenden Museen zu besichtigen:
- Bröhan-Museum, Berlin-Charlottenburg
- Museum für Kunst und Gewerbe Hamburg
- Badisches Landesmuseum Karlsruhe, Zweigstelle Museum beim Markt
- Museum für Angewandte Kunst (MAK), Wien (Rekonstruktion)
- Historisches Museum Frankfurt (in der Dauerausstellung Frankfurt einst?)[27]
- Werkbundarchiv – Museum der Dinge, Berlin
- Designsammlung Bergische Universität Wuppertal
- Germanisches Nationalmuseum, Nürnberg (früherer Besitzer: Franz Calvelli-Adorno, ein Cousin Theodor W. Adornos)[28]
- WOK – World of Kitchen Museum, Hannover
- Minneapolis Institute of Arts, Minneapolis, Minnesota
- Museum of Modern Art, New York, 2009 erworben und Teil der Ausstellung Counter Space: Design and the Modern Kitchen[29]
- Technisches Museum Wien, 2004 erworben und seit 2005 Teil der Dauerausstellung „Alltag – eine Gebrauchsanweisung“[30]
- Küche im Haus Schminke in Löbau (Sachsen), Baujahr 1932/1933. Bauherr: Fritz Schminke. In die original erhaltene Kücheneinrichtung sind Teile einer Frankfurter Küche integriert.[31]
- Im Jahr 2006 ging eine Frankfurter Küche im Rahmen der Wanderausstellung „Modernism: Designing a new World“ des Victoria and Albert Museums mit Stationen in London, den USA und Deutschland um die Welt.[32]
- Museum Angewandte Kunst, Frankfurt am Main. Seit 2017 ist eine Frankfurter Küche Teil der Dauerausstellung „Elementarteile“.[33]
- Festung Ehrenbreitstein, Koblenz

### Verflüchtigung des Begriffs
Steht der Begriff „Frankfurter Küche“ originär für die Entwicklung und Umsetzung innovativer Küchen Frankfurts, so ist in den letzten Jahren auch eine Verflüchtigung zu beobachten, bei welcher nicht einmal die Grundvoraussetzung eines Küchenobjekts erfüllt ist. Ein Gastronomiebetrieb bezeichnet sich ebenso als „Frankfurter Küche“ wie sich ein „Frankfurter Bienenhaus“ in Dortmund auf die Küche bezieht.

### Zitat in der Kunst
Im Jahr 2008 drehte Robert Rotifer ein Musikvideo mit dem Song Frankfurt Kitchen. Der Brite Liam Gillick ließ 2009 eine Interpretation der Frankfurter Küche für den deutschen Pavillon auf der Biennale in Venedig als Kunstobjekt bauen. Der zyprische Multimedia-Künstler Nikos Charalambidis stellte 2011 in Griechenland eine Installation vor, die sich ebenfalls der Frankfurter Küche widmet und einen Nachbau des Typs 1 beinhaltet; eine weitere Variante inszenierte er als Gegenstand einer Videoinstallation.

### Film
- Die Frankfurter Küche. (Alternativtitel: La cuisine de Frankfort.) Dokumentarfilm, Frankreich, 2010, 26 Min., Regie: Anna-Célia Kendall, Produktion: Steamboat Films, Arte France, le Centre Pompidou, Lobster Films, Reihe: Design, deutsche Erstausstrahlung: 25. März 2012, Inhaltsangabe von Arte mit Video-Ausschnitt (2:50 Min.).